# Kaparovité

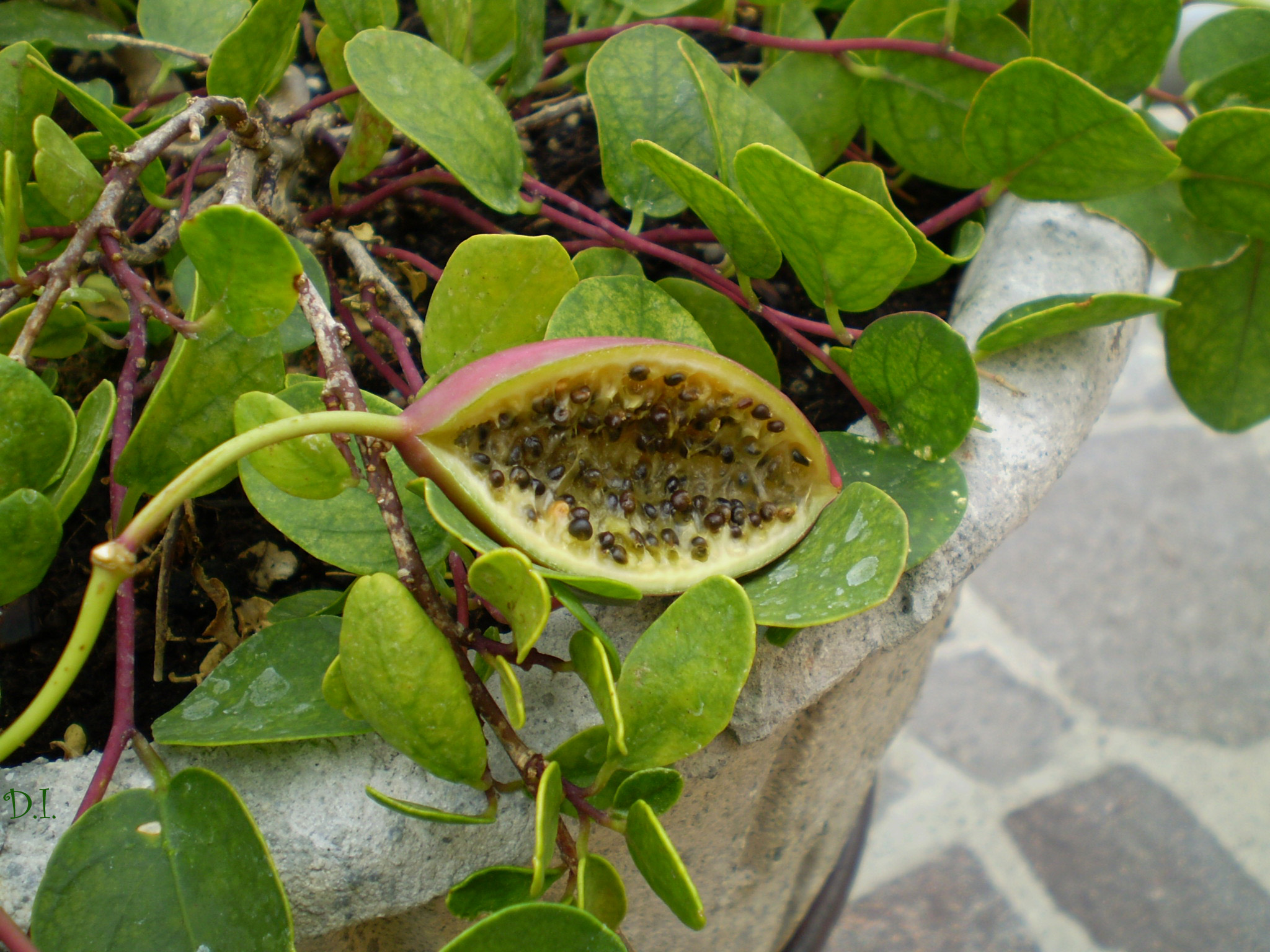
Otevřený plod kapary trnité (Capparis spinosa)

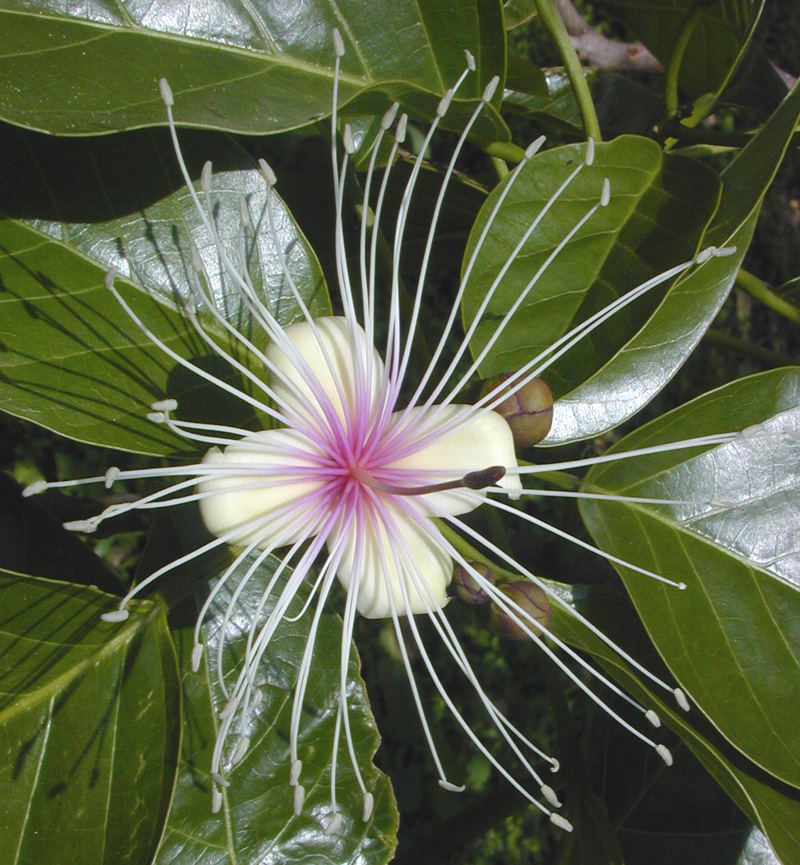
Crateva religiosa

Kaparovité (Capparaceae) je čeleď rostlin s asi 33 rody zařazená do řádu brukvotvarých.

## Změny v taxonomii
Ve starších taxonomických zatříděních, např. v  Tachtadžjanově systému a Cronquistově systému byla čeleď kaparovité zařazena do řádu Capparales. V nejmodernějším taxonomickém systému APG III je čeleď kaparovité začleněna do nového řádu brukvotvaré (Brassicales), který nahradil v rozšířené podobě řád Capparales.
Zároveň byla z bývalé čeledě kaparovitých vydělena skupina okolo rodu luštěnice (Cleome), (bývalá podčeleď Cleomoideae), a vytvořena z ní čeleď luštěnicovité (Cleomaceae).

## Rozšíření
Je to čeleď rostlin výrazně teplomilných, největší celosvětové rozšíření mají v subtropických a tropických oblastech, řidčeji v mírném pásmu. V České republice ve volné přírodě žádný zástupce této čeledě neroste, v jižní Evropě roste rod kapara.

## Popis
Čeleď kaparovité je tvořena keři, popínavými rostlinami, vzácně i bylinami, bývají opadavé i stálezelené. Listy má velice variabilní, bývají složené nebo jednoduché, většinou mají řapíky, často mívají palisty a ty bývají obvykle trnité. Čepele listů mohou být celokrajné i hluboce rozeklané, hodně mají tvar evolventy.
Květy, až na rod  Apophyllum jsou oboupohlavné, vyrůstají samostatně nebo jsou organizovány do terminálních nebo postranních hroznatých květenství. Kališní lístky bývají 4 a jsou uspořádány do dvou přeslenů, vnitřní jsou volné a vnější srostlé. Korunní lístky jsou převážně 4 a jsou volné. Tyčinek bývá od jedné až po velký počet. Vícepouzdrý semeník vznikl srůstem více plodolistů. Květy opyluje hmyz. Plody jsou stopkaté tobolky, peckovice nebo bobule s jedním až mnoha semeny.

## Zástupci
- boscie (Boscia)
- kadaba (Cadaba)
- kapara (Capparis)
- krateva (Crateva)
- merua (Maerua)
- rozklan (Morisonia)[5][6]

## Použití
Některé druhy jsou pěstovány pro ozdobu zahrad, jiné jako zelenina. Pro nás nejznámější jsou tzv. kapary, což jsou nerozvitá poupata kapary trnité nakládána v octu a používána jako koření nebo ozdoba stravy.

## Rody
Existuje několik odborných názorů, které rody jsou synonyma a které právoplatně přísluší do čeledě kaparovitých. Zde je předložen jeden renomovaný.
| Anisocapparis Cornejo et H. H. Iltis | Dipterygium Decne.                            |
| Apophyllum F. Muell.                 | Euadenia Oliv.                                |
| Bachmannia Pax                       | Hispaniolanthus Cornejo et H. H. Iltis        |
| Belencita H. Karst.                  | Maerua Forssk.                                |
| Borthwickia W. W. Sm.                | Mesocapparis (Eichler) Cornejo et H. H. Iltis |
| Boscia Lam. ex J. St.-Hil.           | Monilicarpa Cornejo et H. H. Iltis            |
| Buchholzia Engl.                     | Morisonia L.                                  |
| Cadaba Forssk.                       | Neocalyptrocalyx Hutch.                       |
| Calanthea (DC.) Miers                | Neothorelia Gagnep.                           |
| Capparicordis H. H. Iltis et Cornejo | Poilanedora Gagnep.                           |
| Capparidastrum Hutch.                | Puccionia Chiov.                              |
| kapara (Capparis) L.                 | Quadrella J. Presl                            |
| Cladostemon A. Braun et Vatke        | Ritchiea R. Br. ex G. Don                     |
| Colicodendron Mart.                  | Sarcotoxicum Cornejo et H. H. Iltis           |
| Crateva L.                           | Steriphoma Spreng.                            |
| Cynophalla J. Presl                  | Thilachium Lour.                              |
| Dhofaria A. G. Mill.                 |                                               |